# Aprostocetus percaudatus
Aprostocetus percaudatus is een vliesvleugelig insect uit de familie Eulophidae. De wetenschappelijke naam is voor het eerst geldig gepubliceerd in 1920 door Silvestri.